# Thunderhead
Thunderhead war eine deutsche Hard-Rock- und Metal-Band, die von 1988 bis 1996 existierte. Als Fortsetzung wurde 2002 Donnerkopf gegründet. Heute ist ein Teil der Mitglieder als Nitrogods aktiv.

## Bandgeschichte
Thunderhead wurde 1988 von Henny Wolter (Gitarre) und Ole Hempelmann (Bass) gegründet, die auf den US-amerikanischen Sänger Ted Bullet trafen. Bullet weilte in Deutschland, weil er ursprünglich den Sängerposten bei Victory antreten sollte, man jedoch erst in Deutschland feststellte, dass die Stimme nicht zur Band passte. Nachdem man zunächst mit Fritz Randow von Victory probte, wurde schließlich Alex Scotti Schlagzeuger der Ursprungsbesetzung. Mit einem ersten Demo bewarb man sich bei verschiedenen Plattenfirmen und erlangte schließlich einen Vertrag bei Intercord, wo im Februar 1989 das Debütalbum Behind the Eight-Ball erschien. Produzent war Will Reid Dick. Das Album verkaufte sich circa 30.000 Mal, und die Band ging als Vorband für Uriah Heep und Victory auf Deutschland- und als Vorband von Motörhead auf England-Tournee.
1990 erschien das zweite Album Busted at the Border, das die hohen Erwartungen an den Nachfolger von Behind the Eight-Ball nicht erfüllen konnte und lediglich 10.000 Mal verkauft wurde. Die Band machte dafür zum einen den schlechten Vertrieb, aber auch die kraftlose Produktion von Tony Platt verantwortlich. Die darauffolgende Headliner-Tour wurde ebenfalls ein Misserfolg.
1991, nach dem Desaster mit dem letzten Album, beschlossen Thunderhead die Produktion alleine zu übernehmen. So wurde Alex Scotti letztlich Produzent des Albums Crime Pays. Es folgte eine Deutschland-Tour mit Gamma Ray sowie eine sehr erfolgreiche Japan-Tournee. Zurück in Deutschland spielte man eine weitere Headliner-Tour mit Co-Headliner Crossroads. Das folgende Album Killing with Style erschien schließlich 1993, nach längerem Streit mit der ehemaligen Plattenfirma Intercord, erstmals über Gun Records und wurde zum erfolgreichsten Album der Bandgeschichte. Zur Singleauskopplung Young & Useless wurde ein Video gedreht. Die anschließende Tournee fand mit der Hauptband Saxon statt. Es folgte außerdem eine Japan-Tournee mit Rage. 1994 erschien außerdem das Live-Album Classic Killers – Live.
Für 1995 waren zwei Alben geplant, ein Album mit schnelleren Stücken und ein Balladenalbum. Zunächst erschien Were You Told The Truth About Hell? als härteres Album. Nebenbei wurde an The Ballads ’88 – ’95 gearbeitet, das eine Kompilation mit den fünf alten Balladen und fünf neu aufgenommenen Songs wurde: drei Cover-Versionen, unter anderem Behind Blue Eyes von The Who, und zwei nagelneue Balladen, die von Jens Krause produziert wurden. 1996 ließ Gun Records die Band wegen zu geringen Absatzes fallen. Die Band versuchte zwar noch, einen Folgedeal auszuhandeln, doch zerbrach in der Zwischenzeit auch das Bandgefüge. Ted Bullet konzentrierte sich noch auf Sonofabitch, die jedoch ebenfalls im gleichen Jahr ihre Tätigkeiten einstellten. 1997 gab es noch ein Best-of-Album in Japan und 1999 ein Best-of-Album von GUN.
Später versuchte Bullet ein Comeback mit neuen Mitgliedern, das jedoch letztlich ebenfalls scheiterte. Seine neuen Mitstreiter unterstützten später das Soloprojekt Wayne des Ex-Metal-Church-Sängers David Wayne.
2003 versuchten Ole Hempelmann und Henny Wolter zusammen mit Klaus Sperling mit der Band Donnerkopf an die Erfolge der 1990er Jahre anzuknüpfen und setzten dabei auf deutsche Texte. Es erschien ein Album über Teuton. Henny Wolter ist seit 2012 zusammen mit Klaus Sperling und „Oimel“ Larcher mit den Nitrogods aktiv.

## Musikstil
Thunderhead spielen eingängigen traditionellen Metal an der Grenze zum Hard Rock, ohne viele Schnörkel oder viele Soloeinlagen. Der Musikstil entwickelte sich später hin zum Power Metal. Ted Bullet wird als energetischer Sänger beschrieben, dessen tiefe, raue Stimme und direkte Texte perfekt zur Musik passten.

## Diskografie

### Alben
- 1989: Behind the Eight-Ball (Intercord)
- 1990: Busted at the Border (Intercord)
- 1991: Crime Pays (Intercord)
- 1993: Killing with Style (Gun Records)
- 1995: Were You Told the Truth About Hell? (Gun Records)

### Singles und EPs
- 1989: Take It to the Highway (Intercord)
- 1989: The Fire’s Burning (Intercord)
- 1990: 25 or 6 to 4 (Intercord)
- 1993: Young and Useless (Gun Records)
- 1993: Movin’ On (EP, Gun Records)
- 1995: Snap (Gun Records)

### Kompilationen und Live-Alben
- 1994: Classic Killers Live (Gun Records)
- 1995: The Ballads ’88 – ’95 (Gun Records)
- 1997: The Best of Thunderhead (Victor Entertainment, Japan-Veröffentlichung)
- 1999: The Whole Decade (Gun Records)

### Sonstige Veröffentlichungen
- 1991: Metal Beat Messiahs (Split-CD mit Zodiac Mindwarp, Night Shade und Hades, Promo-CD vom Rock Hard)